# علي سعيد (قاضي)
علي سعيد (بالإندونيسية: Ali Said)‏ هو قاضي إندونيسي، ولد في 12 يونيو 1927 في مجلانغ في إندونيسيا، وتوفي في 28 يونيو 1996 في جاكرتا في إندونيسيا.